# Малый Касалкун
Малый Касалкун (осет. Чысыл Кæсагджын, дигор. Минкъий Кæсалггун) — река в России, протекает по Ирафскому району республики Северная Осетия. Впадает в реку Лескен. Длина реки составляет 18 км, площадь водосборного бассейна — 31,6 км². Нижнее течение реки является административной границей Северной Осетии и Кабардино-Балкарии.

## Данные водного реестра
По данным государственного водного реестра России относится к Западно-Каспийскому бассейновому округу, водохозяйственный участок реки — Терек от впадения реки Урух до впадения реки Малка. Речной бассейн реки — Реки бассейна Каспийского моря междуречья Терека и Волги.
Код объекта в государственном водном реестре — 07020000412108200003983.